# Omar Rabie Yassin
Pour les articles homonymes, voir Yacine.
Omar Rabbie Yassin (arabe : عمر ربيع ياسين), né le 18 août 1988 au Caire, est un joueur de football professionnel égyptien évoluant au poste d'arrière gauche, comme l'était son père Rabie Yassin, célèbre joueur d'Al Ahly SC.

## Biographie
Omar commença sa carrière en 2006 à Al Ahly SC. Il ne jouera aucun match et sera prêté au Tersana SC en 2007.
En janvier 2008, il signe pour le club belge de Lierse SK où il joue quelques matchs en championnat de Belgique avant d'être prêté à KV Turnhout la même année. Il résiliera son contrat avec Lierse en octobre 2008, estimant avoir trop peu de temps de jeu.
En 2009, il signe un contrat de 4 ans avec le Zamalek SC mais rejoindra Al Sekka Al Hadid la même année.